# Szépnyír
Szépnyír (románul: Sigmir, németül: Schönbirk vagy Zippendorf, szászul Zauapn) falu Romániában, Erdélyben, Beszterce-Naszód megyében.

## Fekvése
Besztercétől 5 km-re nyugatra fekszik.

## Nevének eredete
Bár különböző névalakjainak eredete és egymáshoz való viszonya bizonytalan, a német Schönbirk név a magyarból való fordításnak tűnik, a korábbi népi alakok helyett. Történeti névalakjai: Chichmar (1332), Chimar és Stipur (1334), Stepnir (1335), Zynir (1336), Zithmar (1452), Schepner (1463), Zipmar (1570), Zepnir (1571), Czipnir (1709), Zypner (1714), Szépnyír (1760), Szikméru (1826), Schönbirk (1842), Sziknir (1862).

## Története
Beszterce vidéki (1876 után Beszterce-Naszód vármegyei) szász falu volt. Eredeti temploma a mai 120. számú ház helyén állt. 1698-ban kilenc szász családot, 1713-ban nyolc szász és hét román családot számláltak össze. 1717-ben a tatárok elpusztították.
Korábbi szőlői valószínűleg Basta idején kipusztultak, ezután csak 1737-ben szüreteltek ismét. 1750-ben 28 román és 18 szász család lakta. 1765-ben román lakosságát Naszód vidékére telepítették.
1806-ban kilencven házból állt. 1909-ben egy forrás vizét három kilométer hosszú, föld alatti vízvezetéket építve bevezették a faluba. Az akkor huszonkét füstöt számláló román lakosság számára 1933 és 1944 között, egy lakóház kertjében épült fatemplom, a falu északkeleti részén. Szász lakóit a német hadsereg 1944. szeptember 17–19-én Ausztriába evakuálta.
Cigány lakói evangélikus vallásúak, de román anyanyelvűek voltak, legtöbbjük cipészmesterséggel és muzsikálással foglalkozott.

## Népessége
- 1910-ben 590 lakosából 378 volt német, 103 cigány, 98 román és 11 magyar anyanyelvű; 458 evangélikus, 102 ortodox, 11 görögkatolikus, 9 zsidó és 5 római katolikus.
- 2002-ben 786 lakosából 685 volt román, 94 cigány és 6 magyar nemzetiségű; 745 ortodox és 31 pünkösdista vallású.

## Látnivalók
- Klasszicista volt evangélikus temploma 1796 és 1799 között, tornya 1821-ben épült. 1965-ben, miután egy vihar megrongálta toronysisakját, az ortodox egyház vásárolta meg.
- Volt szász evangélikus parókia (1836).[4]